# 78. ceremonia wręczenia Złotych Globów
78. ceremonia wręczenia Złotych Globów, nagród filmowych i telewizyjnych przyznawanych przez Hollywoodzkie Stowarzyszenie Prasy Zagranicznej, odbyła się 28 lutego 2021 roku, równolegle w The Beverly Hilton w Beverly Hills i Rainbow Room na Manhattanie. Galę emitowała na terenie Stanów Zjednoczonych stacja telewizyjna NBC, a poprowadziły ją Tina Fey i Amy Poehler.
Nominacje zostały ogłoszone 3 lutego 2021. Najwięcej zdobyły ich Mank i The Crown – po sześć.

## Zwycięzcy i nominowani
Źródła:

### Produkcje kinowe
| Najlepszy film dramatyczny | Najlepszy film komediowy lub musical |
| --- | --- |
| - Nomadland - Ojciec - Mank - Obiecująca. Młoda. Kobieta. - Proces Siódemki z Chicago | - Kolejny film o Boracie - Hamilton - Music - Palm Springs - Bal |
| Najlepszy aktor w filmie dramatycznym | Najlepsza aktorka w filmie dramatycznym |
| - Chadwick Boseman – Ma Rainey: Matka bluesa jako Levee Green (pośmiertna nagroda) - Riz Ahmed – Dźwięk metalu jako Ruben Stone - Anthony Hopkins – Ojciec jako Anthony - Gary Oldman – Mank jako Herman J. Mankiewicz - Tahar Rahim – Mauretańczyk jako Mohamedou Ould Salahi           | - Andra Day – The United States vs. Billie Holiday jako Billie Holiday - Viola Davis – Ma Rainey: Matka bluesa jako Ma Rainey - Vanessa Kirby – Cząstki kobiety jako Martha Weiss - Frances McDormand – Nomadland jako Fern - Carey Mulligan – Obiecująca. Młoda. Kobieta. jako Cassandra „Cassie” Thomas                                                                                                   |
| Najlepszy aktor w filmie komediowym lub musicalu | Najlepsza aktorka w filmie komediowym lub musicalu |
| - Sacha Baron Cohen – Kolejny film o Boracie jako Borat - James Corden – Bal jako Barry Glickman - Lin-Manuel Miranda – Hamilton jako Alexander Hamilton - Dev Patel – The Personal History of David Copperfield jako David Copperfield - Andy Samberg – Palm Springs jako Nyles         | - Rosamund Pike – O wszystko zadbam jako Marla Grayson - Marija Bakałowa – Kolejny film o Boracie jako Tutar Sagdiyev - Kate Hudson – Music jako Kazu Gamble - Michelle Pfeiffer – Francuskie wyjście jako Frances Price - Anya Taylor-Joy – Emma. jako Emma Woodhouse |
| Najlepszy aktor drugoplanowy | Najlepsza aktorka drugoplanowa |
| - Daniel Kaluuya – Judasz i Czarny Mesjasz jako Fred Hampton - Sacha Baron Cohen – Proces Siódemki z Chicago jako Abbie Hoffman - Jared Leto – The Little Things jako Albert Sparma - Bill Murray – Na lodzie jako Felix Keane - Leslie Odom Jr. – Pewnej nocy w Miami... jako Sam Cooke | - Jodie Foster – Mauretańczyk jako Nancy Hollander - Glenn Close – Elegia dla bidoków jako Bonnie "Mamaw" Vance - Olivia Colman – Ojciec jako Anne - Amanda Seyfried – Mank jako Marion Davies - Helena Zengel – Nowiny ze świata jako Johanna Leonberger |
| Najlepszy reżyser | Najlepszy scenariusz |
| - Chloé Zhao – Nomadland - Emerald Fennell – Obiecująca. Młoda. Kobieta. - David Fincher – Mank - Regina King – Pewnej nocy w Miami... - Aaron Sorkin – Proces Siódemki z Chicago | - Aaron Sorkin – Proces Siódemki z Chicago - Emerald Fennell – Obiecująca. Młoda. Kobieta. - Jack Fincher – Mank (pośmiertna nominacja) - Florian Zeller i Christopher Hampton – Ojciec - Chloé Zhao – Nomadland |
| Najlepsza muzyka | Najlepsza piosenka |
| - Trent Reznor, Atticus Ross i Jon Batiste – Co w duszy gra - Trent Reznor i Atticus Ross – Mank - James Newton Howard – Nowiny ze świata - Alexandre Desplat – The Midnight Sky - Ludwig Göransson – Tenet                                                                              | - „Io sì (Seen)” (Niccolò Agliardi, Laura Pausini i Diane Warren) – Życie przed sobą - „Fight for You” (D’Mile, H.E.R. i Tiara Thomas) – Judasz i Czarny Mesjasz - „Hear My Voice” (Celeste i Daniel Pemberton) – Proces Siódemki z Chicago - „Speak Now” (Sam Ashworth i Leslie Odom Jr.) – Pewnej nocy w Miami... - „Tigress & Tweed” (Andra Day i Raphael Saadiq) – The United States vs. Billie Holiday |
| Najlepszy film animowany | Najlepszy film nieanglojęzyczny |
| - Co w duszy gra - Krudowie 2: Nowa era - Naprzód - Wyprawa na Księżyc - Sekret wilczej gromady | - Minari (USA) - Na rauszu (Dania) - Płacząca kobieta (Gwatemala) - Życie przed sobą (Włochy) - My dwie (Francja) |

### Produkcje telewizyjne
| Najlepszy serial dramatyczny | Najlepszy serial komediowy lub musical |
| --- | --- |
| - The Crown (Netflix) - Kraina Lovecrafta (HBO) - The Mandalorian (Disney+) - Ozark (Netflix) - Ratched (Netflix) | - Schitt’s Creek (Pop TV) - Emily w Paryżu (Netflix) - Stewardesa (HBO Max) - Wielka (Hulu) - Ted Lasso (Apple TV+) |
| Najlepszy miniserial lub film telewizyjny | |
| - Gambit królowej (Netflix) - Normalni ludzie (Hulu) - Mały topór (Prime Video) - Od nowa (HBO) - Unorthodox (Netflix) | |
| Najlepszy aktor w serialu dramatycznym | Najlepsza aktorka w serialu dramatycznym |
| - Josh O’Connor – The Crown (Netflix) jako książę Karol - Jason Bateman – Ozark (Netflix) jako Martin „Marty” Byrde - Bob Odenkirk – Zadzwoń do Saula (AMC) jako Saul Goodman - Al Pacino – Hunters (Prime Video) jako Meyer Offerman - Matthew Rhys – Perry Mason (HBO) jako Perry Mason                        | - Emma Corrin – The Crown (Netflix) jako księżna Diana - Olivia Colman – The Crown (Netflix) jako królowa Elżbieta II - Jodie Comer – Obsesja Eve (BBC America) jako Villanelle - Laura Linney – Ozark (Netflix) jako Wendy Byrde - Sarah Paulson – Ratched (Netflix) jako siostra Ratched                       |
| Najlepszy aktor w serialu komediowym lub musicalu | Najlepsza aktorka w serialu komediowym lub musicalu |
| - Jason Sudeikis – Ted Lasso (Apple TV+) jako Ted Lasso - Don Cheadle – Czarny poniedziałek (Showtime) jako Maurice Monroe - Nicholas Hoult – Wielka (Hulu) jako Piotr III Romanow - Eugene Levy – Schitt’s Creek (Pop TV) jako Johnny Rose - Ramy Youssef – Ramy (Hulu) jako Ramy Hassan                        | - Catherine O’Hara – Schitt’s Creek (Pop TV) jako Moira Rose - Lily Collins – Emily w Paryżu (Netflix) jako Emily Cooper - Kaley Cuoco – Stewardesa (HBO Max) jako Cassie Bowden - Elle Fanning – Wielka (Hulu) jako Katarzyna Wielka - Jane Levy – Zoey’s Extraordinary Playlist (NBC) jako Zoey Clarke         |
| Najlepszy aktor w miniserialu lub filmie telewizyjnym | Najlepsza aktorka w miniserialu lub filmie telewizyjnym |
| - Mark Ruffalo – To wiem na pewno (HBO) jako Dominick i Thomas Birdsey - Bryan Cranston – Your Honor (Showtime) jako Michael Desiato - Jeff Daniels – The Comey Rule (Showtime) jako James Comey - Hugh Grant – Od nowa (HBO) jako Jonathan Fraser - Ethan Hawke – The Good Lord Bird (Showtime) jako John Brown | - Anya Taylor-Joy – Gambit królowej (Netflix) jako Beth Harmon - Cate Blanchett – Mrs. America (FX) jako Phyllis Schlafly - Daisy Edgar-Jones – Normalni ludzie (Hulu) jako Marianne Sheridan - Szira Has – Unorthodox (Netflix) jako Esther „Esty” Shapiro - Nicole Kidman – Od nowa (HBO) jako Grace Fraser    |
| Najlepszy aktor drugoplanowy w serialu, miniserialu lub filmie telewizyjnym | Najlepsza aktorka drugoplanowa w serialu, miniserialu lub filmie telewizyjnym |
| - John Boyega – Mały topór (Prime Video) jako Leroy Logan - Brendan Gleeson – The Comey Rule (Showtime) jako Donald Trump - Dan Levy – Schitt’s Creek (Pop TV) jako David Rose - Jim Parsons – Hollywood (Netflix) jako Henry Willson - Donald Sutherland – Od nowa (HBO) jako Franklin Reinhardt                | - Gillian Anderson – The Crown (Netflix) jako Margaret Thatcher - Helena Bonham Carter – The Crown (Netflix) jako księżniczka Małgorzata - Julia Garner – Ozark (Netflix) jako Ruth Langmore - Annie Murphy – Schitt’s Creek (Pop TV) jako Alexis Rose - Cynthia Nixon – Ratched (Netflix) jako Gwendolyn Briggs |

### Nagrody specjalne
- Jane Fonda – Nagroda im. Cecila B. DeMille’a
- Norman Lear – Nagroda im. Carol Burnett(inne języki)

## Statystyki

### Produkcje kinowe z wieloma nominacjami
| Nominacje | Film                                 |
| --------- | ------------------------------------ |
| 6         | Mank                                 |
| 5         | Proces Siódemki z Chicago            |
| 4         | Nomadland                            |
| 4         | Obiecująca. Młoda. Kobieta.          |
| 4         | Ojciec                               |
| 3         | Kolejny film o Boracie               |
| 3         | Pewnej nocy w Miami...               |
| 2         | Hamilton                             |
| 2         | Judasz i Czarny Mesjasz              |
| 2         | Palm Springs                         |
| 2         | Bal                                  |
| 2         | Życie przed sobą                     |
| 2         | Ma Rainey: Matka bluesa              |
| 2         | Music                                |
| 2         | Co w duszy gra                       |
| 2         | Nowiny ze świata                     |
| 2         | Mauretańczyk                         |
| 2         | The United States vs. Billie Holiday |

### Produkcje telewizyjne z wieloma nominacjami
| Ilość | Tytuł           |
| ----- | --------------- |
| 6     | The Crown       |
| 5     | Schitt’s Creek  |
| 4     | Ozark           |
| 4     | Od nowa         |
| 3     | Wielka          |
| 3     | Ratched         |
| 2     | The Comey Rule  |
| 2     | Emily w Paryżu  |
| 2     | Stewardesa      |
| 2     | Normalni ludzie |
| 2     | Gambit królowej |
| 2     | Mały topór      |
| 2     | Ted Lasso       |
| 2     | Unorthodox      |